# Beleg van Tyrus (1187)
Het Beleg van Tyrus had plaats van 16 september tot 30 december 1187.

## Achtergrond
In juli 1187 vertrok Koenraad van Monferrato vanuit Genua. Zijn eerste bedoeling was om zijn vader te ondersteunen in het Heilige land, die het kasteel van Sint Elias in handen had. Hij kwam eerst in Akko maar zag hoe de stad in moslimhanden was. Dus voer hij noordelijk naar Tyrus en trof daar de resten aan van het kruisvaardersleger dat door de Ajubidden verslagen was bij Hattin. Saladin was al onderweg naar het noorden en had de steden Akko, Sidon en Beiroet ingenomen. Raymond III van Tripoli, Reginald van Sidon, Balian d'Ibelin en andere heren van adel, die de slag ontvlucht waren, kwamen allen naar Tyrus. Vervolgens is Raymond teruggekeerd naar Tripoli en niet lang daarna gestorven aan zijn verwondingen. Balian ging naar Jeruzalem om zijn gezin in veiligheid te brengen.

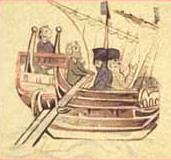
Koenraad arriveert in Tyrus

## Het beleg
Reginald van Sidon zou het leiderschap vervolgens op zich hebben genomen en bereidde een onderhandeling voor om zich over te geven aan Saladin. Bij deze onderhandeling zou Koenraad een banier van Saladin omver hebben gegooid, waarna hij onvoorwaardelijke steun vroeg aan de bewoners van Tyrus. Reginald wilde hier niet aan meewerken en trok zich terug naar zijn kasteel Belfort bij de Litanirivier. Koenraad organiseerde zijn verdediging in en op de stadsmuren. Toen Saladin de stad onder vuur nam, zagen de Ajubidden dat de stad goed belegerd was. De stad doorstond een handvol aanvallen, waarna Saladin het opgaf en zich zuidelijk richtte op Caesarea, Arsuf en Jaffa.
In november 1187 keerde Saladin terug voor een nieuwe poging de stad in te nemen. Saladin presenteerde Koenraads vader Willem V van Monferrato vervolgens voor de poorten van de stad (deze was bij de Slag bij Hattin opgepakt). Saladin zou Koenraads vader vrijlaten en hem dure geschenken geven als hij de stad overdroeg aan de moslims. Zijn vader riep hem stand te houden, zelfs als de moslims hem dreigden te doden. Koenraad riep dat het misschien wel beter was, want zijn vader Willem had een goed leven gehad, en richtte zelf zijn kruisboog op zijn vader. Koenraad had Saladins bluf ingezien, want zijn vader werd netjes vrijgelaten bij Tortosa in 1188.
Op 30 december deden enkele schepen van Koenraad met succes een aanval op een Egyptische galei. Maar ondertussen dacht Saladin dat Koenraads manschappen op de stadsmuren afgeleid waren en deed een aanval op de muren aan de landzijde. Maar tijdens het verplaatsen van de katapulten, galoppeerde Koenraad met ruiters de stad uit en brak zo het Ajjoebiddenleger in tweeën; Saladin was genoodzaakt zich terug te trekken en verbrandde daarbij zijn wapentuig, zodat het niet in vijandelijke handen viel.

## Nasleep
Saladin liet in 1188 koning Guy van Lusignan vrij, die hij na de Slag bij Hattin gevangen had genomen. Guy verscheen voor de stadspoorten van Tyrus maar mocht van Koenraad de stad niet in; enkele maanden later zouden de koningen van Engeland en Frankrijk arriveren. Die moesten volgens Koenraad beslissen wie recht had op de successie van het koninkrijk Jeruzalem. In 1189 begon het Beleg van Akko, wat de start betekende van de Derde Kruistocht.